# Teleblù/Videolips
Teleblù/Videolips è un singolo di Heather Parisi, pubblicato nel 1986.
Scritto da Silvio Testi e Franco Miseria, era la sigla del varietà televisivo di Rai 1 Serata d'onore del 1986. Il disco si posizionò al quarantatreesimo posto dei singoli più venduti.
Il lato B del disco contiene Videolips, una versione strumentale remixata dello stesso brano, a firma degli stessi autori.

## Tracce
Lato A
1. Teleblù – 4:50 (Franco Miseria-Silvio Testi)

Durata totale: 4:50
Lato B
1. Videolips – 3:12 (Franco Miseria-Silvio Testi)

Durata totale: 3:12